# Aechmea napoensis
Aechmea napoensis és una espècia de planta epífita de la família Bromeliaceae. És endèmica de l'Equador. Forma denses colònies connectades per estolons curts en els arbres queden en peu en les pastures. Habita els boscos tropicals o subtropicals o l'estatge montà. Està amenaçada per la pèrdua d'hàbitat.

## Sinònims
- Streptocalyx pallidus H.E.Luther.[3]
- Streptocalyx squamiferus Philcox.[3]